# Wolfgang I. von Montfort-Rothenfels

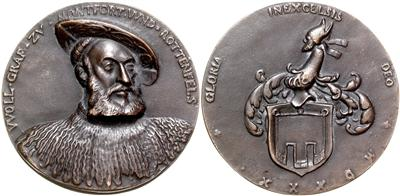
Wolfgang I. Graf von Montfort-Rothenfels auf einer Bronzegussmedaille von 1530

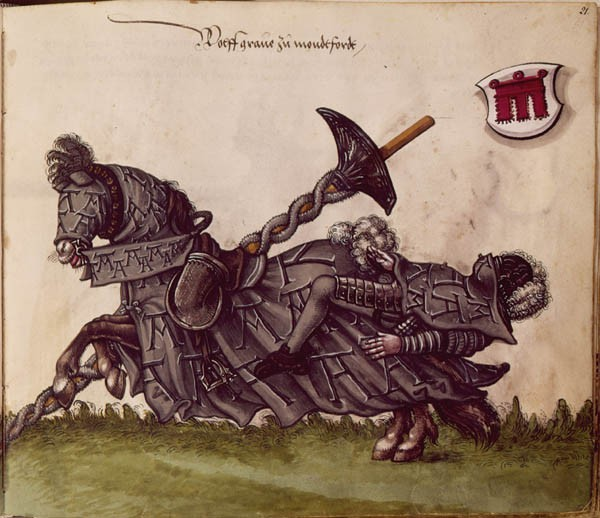
Graf Wolfgang I. von Montfort-Rothenfels als Teilnehmer an einem Turnier. Aus dem Turnierbuch Herzog Wilhelms IV. von Bayern.

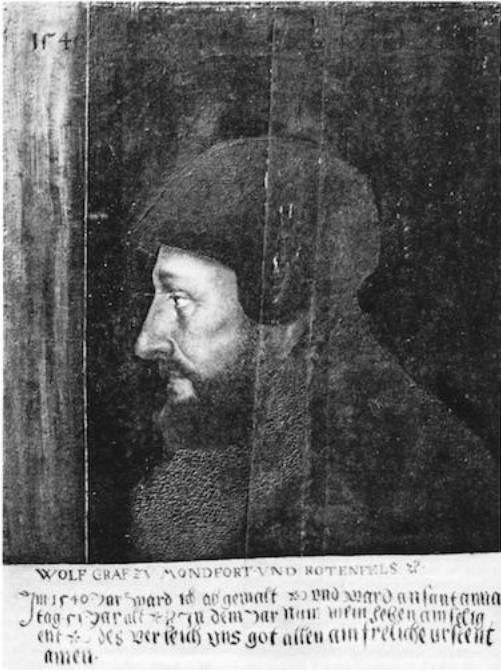
Wolfgang I. von Montfort-Rothenfels (Ölgemälde von 1540)

Graf Wolfgang I. von Montfort-Rothenfels (* um 1489; † 21. März 1541) war Graf von Montfort in Tettnang und Rothenfels sowie Hofrat und oberösterreichischer Statthalter.

## Familie
Wolfgang I. von Montfort-Rothenfels war ein Sohn von Hugo von Montfort, Graf von Montfort-Rothenfels-Wasserburg (* um 1475) und dessen Ehefrau Anna Sibylla von Zweibrücken-Lichtenberg. Er heiratete Eleonore von Wolkenstein. Seine Geschwister waren:
- Johann II., Graf von Montfort-Rothenfels-Wasserburg († 1547 oder 1548)
- Sibylle von Montfort-Rothenfels-Wasserburg († 1551)
- Margarethe von Montfort († 1556)
- Elisabeth von Montfort († 1560)
- Hugo XVI., Graf von Montfort-Rothenfels-Wasserburg († 1564)